# Rödental
Rödental er en by i Landkreis Coburg i Regierungsbezirk Oberfranken i den tyske delstat Bayern. Den ligger cirka syv kilometer nordøst for Coburg.
Rödental ligger i Thüringer Walds udløbere og viser tydeligt Mittelgebirgekarakter (306–464 moh.). Oprindelig var området præget af rydninger i de udstrakte løvskove, men i de senere århundreder er der også anlagt store fyr- og granskove.
Områderne ligger i hovedsagen omkring løbene for floderne Itz og Röthen.

## Inddeling
Rödental er dannet ved en sammenlægning af 16 tidligere selvstændige kommuner:
| - Oeslau - Einberg - Mönchröden - Rothenhof - Kipfendorf - Unterwohlsbach (1. Januar 1971) | - Waldsachsen (1. Juli 1971) - Oberwohlsbach (1. Januar 1972) - Spittelstein - Blumenrod (1. Januar 1977) - Waltersdorf - Mittelberg | - Fischbach - Fornbach - Schönstädt - Weißenbrunn v. W. (1. Mai 1978) |

## Weblinks
- Wikimedia Commons har flere filer relateret til Rödental
- Rödental på Curlie (som bygger videre på Open Directory Project)
- Om byvåbenet (Webside ikke længere tilgængelig)